# Dolenja vas, Novo mesto
Dolenja vas je naselje v Občini Novo mesto.